# Robert Nédélec
 (mars 2015).
Si vous disposez d'ouvrages ou d'articles de référence ou si vous connaissez des sites web de qualité traitant du thème abordé ici, merci de compléter l'article en donnant les références utiles à sa vérifiabilité et en les liant à la section « Notes et références ».
Pour les articles homonymes, voir Nédélec (homonymie).
Robert Nédélec est un poète français, né le 23 mai 1946 à Saint-Pol-de-Léon (Finistère). 

## Biographie
Existence partagée entre la Bretagne où il a passé toute son enfance et à laquelle il reste encore très attaché, et la Provence intérieure où il a choisi de se fixer aujourd’hui. Il a édité une grosse vingtaine d’ouvrages, épuisés pour la plupart d’entre eux, en particulier aux « Éditions de l’Arbre » (Jean Le Mauve éd.) ou à « L’Arrière-Pays ». Il a collaboré à de nombreuses revues, en France comme à l’étranger.
Il a obtenu le Prix Louis-Guillaume en 2007, le Grand Prix de Poésie de la SGDL (Société des Gens de Lettres), pour l’ensemble de son œuvre, en 2014, à l’occasion de la parution de son ouvrage Quatre-vingts entames en nu, aux éditions Jacques Brémond, ainsi que le prix Angèle Vannier 2015, décerné par l'Association des Écrivains Bretons.

## Œuvres
- Des racines autour du cœur, Oswald (1971)
- Nœud des délivrances, Edmond Thomas (1974)
- Corde raide au-dessus des chutes, Millas (1975)
- Le bon vivant, Le dé bleu (1976)
- Jeu d’ombres, d’algues et de laine, Apostrophe 1977)
- Le bon vivant, 2° éd. augmentée, Jean Le Mauve (1978)
- Poème du pays qui a feint, Cyclope-DEM (1979)
- Lieu d’yeux et de lait, Jean Le Mauve (1980)
- Sang n’étant pas divisible par toi, Quintefeuille (1981)
- Le pouls des pierres, in Froissart (1983 , Prix des lecteurs)
- Faute d’ombre, in Froissart/28 (1984), JC Belleveaux (1997)
- Les masques embusqués, Encres Vives (1985)
- Fasse l’exil, Texture (1985)
- Les choses par leur nom, Le dé bleu/La Bartavelle (1987)
- Sache que dans ce corps, Jean Le Mauve (1988)
- Le chemin de l’aven, Jean Le Mauve (1990)
- La belle affaire, Jean Le Mauve (1994)
- D’elle, dit-il, Jacques Josse (1997)
- La page double, L’Arrière-Pays (1997)
- Contre-jour, L’Arrière-Pays (2007, Prix Louis-Guillaume 2007)
- Double tour, Rafael de Surtis (2008)
- Effets d’annonces suivi de Carré chinois, N&b ( 2009)
- Entouré d’eau de tous côtés, Éditions de l’Atlantique (2010)
- Quatre-vingts entames en nu, Jacques Brémond (2013, Grand Prix SGDL de poésie 2014)
- Plein champ, Éditions Aspect (2014, Prix Angèle-Vannier 2015, AEB)
- La mémoire des trembles, Éditions Pétra, 2020

## Pour approfondir